# Leonding
Leonding és una localitat del districte de Linz, en l'estat d'Alta Àustria, Àustria, amb una població estimada a principi de l'any 2018 de 28 698 habitants.
Està situada a l'est de l'estat, prop de la frontera amb l'estat de Baixa Àustria, del riu Danubi i de Linz —la capital de l'estat—.